# حادثة قطاري سوهاج
حادثة قطاري سوهاج هي حادثة تصادم وقعت في 26 مارس 2021 بين قطاري ركاب أحدهما من الدرجة المميزة، والآخر من الدرجة المكيفة في مركز طهطا في محافظة سوهاج المصرية، أدى التصادم إلى وفاة 19 شخصًا على الأقل وإصابة أكثر من 180 آخرين.

## التصادم
وقع التصادم في ظهر يوم الجمعة 26 مارس 2021 في تمام الساعة 11:42 بتوقيت مصر، (9:42) بالتوقيت العالمي المنسق، بين قطار 157 مميز الأقصر الإسكندرية، وقطار رقم 2011 مكيف أسوان القاهرة الذي اصطدم بمؤخرة آخر عربة لقطار 157، مما أدى لخروج ثلاث عربات عن القضبان، ووقوع عدد من الضحايا والإصابات.

## النتائج

### الأضرار
أدت الحادثة إلى توقف حركة القطارات في الوجه القبلي والتي يبلغ عددها 46 رحلة ذهابًا وإيابًا.

### الإصابات والضحايا
أعلنت وزارة الصحة المصرية بعد ساعات من وقوع التصادم عن وفاة 32 شخصًا بينهم سائق ومساعد أحد القطارين، وإصابة 165 آخرين على الأقل. وفي وقت لاحق صرحت وزيرة الصحة المصرية هالة زايد أن الحصيلة النهائية هي 19 وفاة فيما وصل عدد الإصابات إلى 185، حيث إن بعض الحالات التي أُحصيت على أنها من ضمن الوفيات تبين بعد الفحص أنها كانت في حالات غيبوبة.

## التحقيقات
نشرت هيئة سكك الحديد بيانًا رسميًّا عن أسباب الحادث وجاء فيه: «أثناء مسير قطار 157 مميز الأقصر الإسكندرية ما بين محطتي المراغة وطهطا تم فتح بلف الخطر لبعض العربات بمعرفة مجهولين، وعليه توقف القطار»، وأضافت أنه «في هذه الأثناء وفي تمام الساعة 11:42 تجاوز قطار 2011 مكيف أسوان القاهرة سيمافور 709 واصطدم بموخرة آخر عربة بقطار 157، مما أدى إلى انقلاب عدد 2 عربة من مؤخرة قطار 157 المتوقف على السكة وانقلاب جرار قطار 2011، وعربة القوى، مما أدى إلى وقوع عدد من الإصابات والوفيات».

## الاستجابة
وجه الرئيس المصري عبد الفتاح السيسي بتشكيل لجنة من هيئة الرقابة الإدارية والهيئة الهندسية للقوات المسلحة والكلية الفنية العسكرية وكلية الهندسة للتحقيق في الحادث، وكشف كافة الملابسات الخاصة بالواقعة والوقوف على الأسباب والمسئوليات. ووجه أيضًا بانتقال رئيس الوزراء ووزراء الصحة والتضامن الاجتماعي والنقل لموقع الحادث، لمتابعة إجراءات رعاية الضحايا، وتكليف القوات المسلحة بالمشاركة في نقل المصابين وتقديم الرعاية الطبية، كما أمر وزير النقل المصري كامل الوزير بالتحفظ على سائقي القطارين، ووجه بتشكيل لجنة فنية للكشف عن الأسباب الحقيقية للحادث، وقدم وزير النقل اعتذارًا بالنيابة عنه وعن العاملين في السكة الحديد. كما أرسلت هيئة سكك الحديد الإمدادات اللازمة على لرفع العربات الواقعة على قضبان السكك، من جهتها فعلت الحكومة المصرية غرفة الأزمات بمركز المعلومات ودعم اتخاذ القرار التابع لمجلس الوزراء، لمتابعة الحادث مع المسؤولين، والتنسيق بين الوزارات والجهات المعنية. وأمر النائب العام المستشار حمادة الصاوي بفتح تحقيق عاجل في حادث الاصطدام. كما توجهت وزيرة الصحة والسكان هالة زايد إلى محافظة سوهاج لمتابعة الحالة الصحية للمصابين، والتأكد من تقديم الرعاية الصحية لهم، وشكلت الوزيرة غرفة أزمات وطوارئ وفرق طبية بسوهاج لمتابعة تداعيات الحادث.

## ردود الفعل
- أعلن وزير الأوقاف المصري الدكتور محمد مختار جمعة عن صرف مساعدة عاجلة قدرها 10 آلاف جنيه لأسرة كل متوفى و5 آلاف جنيه لكل مصاب في الحادثة.[18]
- منظمة التعاون الإسلامي: أعرب أمين عام منظمة التعاون الإسلامي، الدكتور يوسف بن أحمد العثيمين عن تعازيه لأسر الضحايا وشعب وحكومة مصر في حادثة تصادم القطارين.[19][20]
- أعربت الأردن عن تعازيها ومواساتها للحكومة المصرية وشعبها، وأكد الناطق الرسمي باسم وزارة الخارجية وشؤون المغتربين، السفير ضيف الله علي الفايز على تضامن المملكة مع حكومة مصر وشعبها.[21]
- أعلن رئيس الوزراء العراقي مصطفى الكاظمي تأجيل القمة الثلاثية في بغداد بين مصر والأردن والعراق حتى إشعار آخر تضامنًا مع الحادثة، وعبر عن تعازيه للحكومة والشعب المصري قائلًا: «نعزي جمهورية مصـر العربية بالمصاب الأليم جراء حادثة اصطدام القطارين، داعين بالرحمة للضحايا والشفاء العاجل للمصابين».[22]
- أرسل الرئيس الفلسطيني محمود عباس برقية تعزية، قال فيها: «تلقينا بأسف كبير نبأ سقوط العشرات من الضحايا والمصابين من أبناء شعبكم الشقيق، بسبب حادث تصادم بين قطارين في محطة سكك حديد بمحافظة سوهاج، وإذ نتقدم لكم ولعائلات الضحايا الكرام وللشعب المصري الشقيق بأحر التعازي القلبية والمواساة الأخوية».[23]
- أعربت وزارة الخارجية الكويتية عن «أسفها البالغ لحادث التصادم المروع بين قطارين في مصر"، وأكدت "تعاطفها ووقوفها الكامل مع الأشقاء هناك».[24]
- : قال رئيس دائرة الاتصال في الرئاسة التركية: «تلقينا بخالص الحزن خبر وفاة وإصابة العديد من المواطنين (المصريين) من جراء حادث القطار الذي وقع في محافظة سوهاج بجمهورية مصر العربية».[24]
- : أعرب وزير خارجية الجزائر عن تضامن وتعازي ومواساة بلاده مع حكومة مصر وشعبها.[24]
- : بعث الملك سلمان بن عبد العزيز برقية تعزية للرئيس المصري، وقال في بيان له: «علمنا بنبأ حادث تصادم قطارين في محافظة سوهاج، وما نتج عنه من وفيات وإصابات، وإننا إذ نبعث لفخامتكم ولأسر المتوفين ولشعب جمهورية مصر العربية الشقيق أحر التعازي وأصدق المواساة، لنرجو المولى سبحانه وتعالى أن يتغمد المتوفين بواسع رحمته ومغفرته، ويلهم ذويهم الصبر والسلوان، وأن يمن على المصابين بالشفاء العاجل».[25]